# کلسو (واشینگتن)
کلسو (به انگلیسی: Kelso) شهری در شهرستان کولیتز ایالت واشنگتن است که در سرشماری سال ۲۰۱۰ میلادی، ۱۱۹۲۵ نفر جمعیت داشته است. 